# Bourse subcutanée trochantérique
La bourse subcutanée trochantérique (ou bourse sous-cutanée trochantérique ou bourse séreuse trochantérienne superficielle ou bourse séreuse péritrochantérienne) est une bourse synoviale du membre inférieur située au niveau de la cuisse.

## Description
La bourse subcutanée trochantérique est située sur la face postérieure et latérale du grand trochanter. Elle est placée entre le tendon antérieur du muscle grand glutéal et la partie postérieure du tractus ilio-tibial.
Elle communique avec les autres bourses séreuse qui s’interposent entre les muscles qui s'insèrent sur le grand trochanter.

## Aspect clinique
Son inflammation est responsable du syndrome du grand trochanter.